# Korsholms teater
Korsholms teater är en amatörteatergrupp i Korsholm som spelat sommarteater varje år sedan 1975. Föreningen som driver teatern  är Understödsföreningen för Korsholms Teater r.f.
De första åren verkade föreningen i Smedsby skolcentrum, men 1983 fick man sin fasta spelplats på Båskasvallen i Veikars, nere vid Kyro älv.

## Uppsättningar
- 1975 - Storklas och Lillklas
- 1976 - Storklas och Lillklas
- 1977 - Erasmus Montanus
- 1978 - Österbottnisk sommar
- 1979 - Den unge mjölnaren
- 1980 - Värmlänningarna
- 1981 och 1982 - Kvinnorna på Niskavuori

- 1983 - Gryningsbyn
- 1984 - Putkinotko
- 1985 - Putkinotko
- 1986 - Smugglarkungen
- 1987 - Byabossen
- 1988 - Blott en dag
- 1989 - Robert och Judit
- 1990 - Profetissan
- 1991 - Lysistrate
- 1992 - Korsholmsspelet
- 1993 - Så tuktas en argbigga
- 1994 - Östermans piigon
- 1995 - Tangokungen
- 1996 - Tangokungen
- 1997 - Bagarens hustru
- 1998 - Upp till camping
- 1999 - Midsommaryra
- 2000 - Storklas och Lillklas
- 2001 - Italienska halmhatten
- 2002 - Folk och rövare i Kamomilla Stad
- 2003 - Ängeln i vårt hus
- 2004 - Den ylande mjölnaren
- 2005 - Ronja Rövardotter
- 2006 - Pippi Långstrump
- 2007 - Rasmus på luffen
- 2008 - Vallfärd
- 2009 - Bortbytingen
- 2010 - Madicken
- 2011 - Djungelboken
- 2012 - Peter Pan
- 2013 - Alice i Underlandet
- 2014 - De Tre Musketörerna
- 2015 - Smugglarkungen
- 2016 - Tjocka Släkten
- 2017 - Annie
- 2018 - The Sound of Music
- 2019 - Skolka, Spela, Dansa, Dö
- 2020 - Hjärtlös
- 2021 - Vägskälstango
- 2022 - Mio Min Mio
- 2023 - Vi på Saltkråkan